# Cratère de Serra da Cangalha

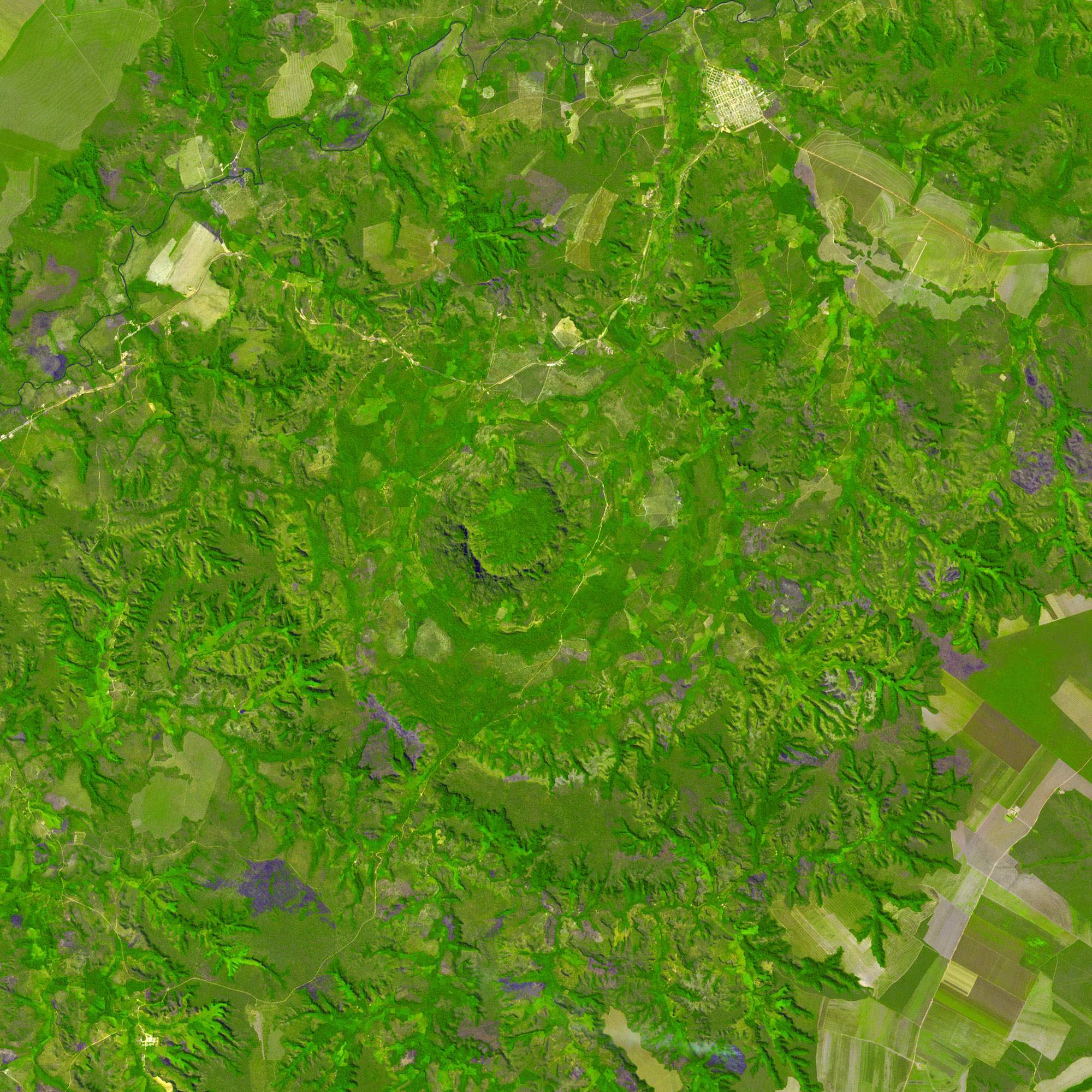
Photo satellite du cratère d'impact de Serra da Cangalha (Nasa)

Le Cratère de Serra da Cangalha est un cratère d'impact situé dans l'état du Tocantins au Brésil, à proximité avec la frontière du Maranhão.
Le cratère a un diamètre externe entre 12 et 13 km de diamètre, et celui de sa remontée centrale est de 5,8 km. Il est considéré comme étant un des mieux conservés du Brésil.
Son âge est estimé à 220 millions d'années. L'identification de la structure en tant que cratère d'impact a été publiée en 1973.